# Island Games 2009
13. edycja Island Games w 2009 roku odbyła się na archipelagu Wysp Alandzkich, stanowiących autonomiczną część Finlandii, w dniach od 27 czerwca do 4 lipca.
W czasie tych rozgrywek wprowadzono nowe dyscypliny do programu imprezy. Były to: badminton, windsurfing i gimnastyka, zrezygnowano natomiast z triatlonu oraz kolarstwa.
Ceremonia otwarcia odbyła się 27 czerwca o godzinie 18:30 na zbudowanym w 1932 roku stadionie Wiklöf Holding Arena, mieszczącym się w stolicy archipelagu – Mariehamn. Ceremonia zakończyła się o 20:30.

## Dyscypliny
Zawodnicy Island Games 2009 na Wyspach Alandzkich rywalizowali w piętnastu różnych dyscyplinach sportowych:

- badminton
- gimnastyka
- golf
- judo
- koszykówka
- lekkoatletyka
- łucznictwo
- piłka nożna
- pływanie
- siatkówka
- strzelectwo
- tenis
- tenis stołowy
- windsurfing
- żeglarstwo

## Kraje biorące udział
W Island Games 2009 udział wzięły reprezentację 25 krajów z czterech kontynentów. Każda z reprezentacji wystąpiła już wcześniej w tych rozgrywkach.
Europa:
- Alderney
- Frøya
- Gibraltar
- Gotlandia
- Guernsey
- Hebrydy Zewnętrzne
- Hitra
- Jersey
- Minorka
- Orkady
- Rodos
- Sarema
- Sark
- Szetlandy
- Wight
- Wyspa Man
- Wyspy Alandzkie
- Wyspy Owcze
- Ynys Môn

Afryka:
- Święta Helena

Ameryka Południowa:
- Falklandy

Ameryka Północna:
- Bermudy
- Grenlandia
- Kajmany
- Wyspa Księcia Edwarda

## Klasyfikacja medalowa
| Klasyfikacja medalowa              |                 |       |        |      |       |
| Lp.                                | Kraj            | złoto | srebro | brąz | razem |
| 1.                                 | Wyspy Owcze     | 34    | 23     | 24   | 81    |
| 2.                                 | Wyspa Man       | 29    | 30     | 29   | 88    |
| 3.                                 | Jersey          | 24    | 37     | 19   | 80    |
| 4.                                 | Guernsey        | 21    | 12     | 27   | 60    |
| 5.                                 | Gotlandia       | 21    | 11     | 23   | 55    |
| 6.                                 | Wyspy Alandzkie | 16    | 19     | 18   | 53    |
| 7.                                 | Bermudy         | 14    | 6      | 12   | 31    |
| 8.                                 | Minorka         | 9     | 7      | 11   | 27    |
| 9.                                 | Kajmany         | 7     | 4      | 3    | 14    |
| 10.                                | Sarema          | 6     | 9      | 10   | 25    |
|                                    | ...             |       |        |      |       |
| Zobacz pełną klasyfikację medalową |                 |       |        |      |       |

| Klasyfikacja medalowa |                    |       |        |      |       |
| Lp.                   | Kontynent          | złoto | srebro | brąz | razem |
| 1.                    | Europa             | 176   | 176    | 198  | 550   |
| 2.                    | Ameryka Północna   | 22    | 14     | 18   | 54    |
| 3.                    | Afryka             | 0     | 0      | 0    | 0     |
| 3.                    | Ameryka Południowa | 0     | 0      | 0    | 0     |